# 港島中學
港島中學（英語：Island School）是香港英基學校協會旗下的首家學校，於1967年創辦，為一所以英語為母語的學童提供中學課程的國際學校，校址位於香港島中半山波老道20號。
創辦時的中文名稱為英童中學，於1973年遷往現址。現時該校學生總數有1,200多名，來自四十多個國家。
主校舍由於重建關係，暫時搬遷至沙田博康邨基督書院旁（原址為港九潮州公會馬松深中學校舍）及大圍新翠邨（原址為沙田崇真中學）兩校舍。

## 歷史
1967年創立，以應對居住在香港的外籍人士子女對學校的日益需求。當時香港島沒有為英語學童提供的中學，因此香港政府於1965年成立英基學校協會（ESF），為外籍英國子女提供額外的學校。港島中學是首間ESF中學，採用了英童中學的中文名稱，字面上翻譯為“英國子女的中學”。本校自1967年至1972年位於前英軍醫院，直至1972年至2017年永久遷至半山區寶德道20號。

### 重建計劃
港島中學校舍建於1974年，樓齡已超過40年，英基學校協會有意進行重建。2013年時，英基計劃在柏架山興建新校舍，結果遭到鰂魚涌居民以及保育團體質疑造成交通壓力以及破壞自然環境，英基最後放棄該計劃，並改為原址進行重建。2018年4月，立法會工務小組通過英基中學重建工程撥款，批出5.36億進行重建工程，其中政府只資助標準校舍的工程撥款，其餘的非標準校舍設施約6億港元則由英基支付。新校舍樓高8層，提供42間課室、15間小組教學室、13間科學實驗室、17間特別室、室內游泳池及其他附屬設施，最終英基港島中學校舍重建工程耗資12億港元，舊校舍於2019年6月19日開始進行拆卸工程，英基港島中學新建校舍於2021年12月舉行平頂儀式，預計整體大樓可於2022年8月完工。2022年9月，港島中學重回波老道校舍，新建設施包括多元化專業設備、健身中心、標準室內籃球場、游泳池、學習中心、劇院以及學生活動中心。

## 外部連結
- 港島中學官方網站 （页面存档备份，存于）